# Посёлок участка № 3 совхоза «Власть Советов»
Уча́стка № 3 совхо́за «Власть Сове́тов» — посёлок в Шатковском районе Нижегородской области. Входит в состав городского поселения рабочий посёлок Лесогорск.

## География
Посёлок находится в юго-восточной части Нижегородской области, на расстоянии примерно 17 км (по прямой) к юго-западу от посёлка городского типа Шатки, административного центра района.

### Часовой пояс
Посёлок участка № 3 совхоза «Власть Советов», как и вся Нижегородская область, находится в часовой зоне МСК (московское время). Смещение применяемого времени относительно UTC составляет +3:00.

## Население
| 2002 | 2010 |
| ---- | ---- |
| 73   | ↘40  |

### Национальный состав
Согласно результатам переписи 2002 года, в национальной структуре населения русские составляли 92 % из 73 чел.